# Hilbertmatris
Inom matematiken är en Hilbertmatris en matris  där elementen består av bråktal med täljaren 1, uppkallad efter matematikern David Hilbert.

## Definition
Ett element {\displaystyle h_{ij}} i en Hilbertmatris har värdet:
{\displaystyle h_{ij}={\frac {1}{i+j-1}}.}

## Exempel
Hilbertmatrisen H av format {\displaystyle 4\times 4}:
{\displaystyle H={\begin{pmatrix}1&{\frac {1}{2}}&{\frac {1}{3}}&{\frac {1}{4}}\\[4pt]{\frac {1}{2}}&{\frac {1}{3}}&{\frac {1}{4}}&{\frac {1}{5}}\\[4pt]{\frac {1}{3}}&{\frac {1}{4}}&{\frac {1}{5}}&{\frac {1}{6}}\\[4pt]{\frac {1}{4}}&{\frac {1}{5}}&{\frac {1}{6}}&{\frac {1}{7}}\end{pmatrix}}}

## Egenskaper
Hilbertmatriser är positivt definita och symmetriska.
Matrisen är ett typexempel på en illa konditionerad matris, då dess konditionstal är av ordningen {\displaystyle O(e^{3.5255n}/{\sqrt {n}})}.